# Ноел Галагер
Ноел Томас Дејвид Галагер (енгл. Noel Thomas David Gallagher; Манчестер, 29. мај 1967) је енглески певач, текстописац и музичар. Радио је као текстописац, главни гитариста и ко-вокал рок групе Оасис. Након што је напустио Оасис 2009. године, формирао бенд је и постао главни вокал, гитариста и текстописац за Noel Gallagher's High Flying Birds. Сматра се да је један од најутицајнијих текстописаца у историји британске рок музике, на који су многи каснији уметници указивали као утицај.
Сам Ноел се често сматрао пиониром и предводником бритпоп покрета. Многи су хвалили његово писање песама, а продуцент Битлса Џорџ Мартин га је назвао "најбољим текстописцем своје генерације". Насупрот томе, он је изабран за најпрецењенијег гитаристу прошлог миленијума у анкети из 1999. и девети најпрецењенији гитариста икада у анкети слушалаца из 2002. године.

## Биографија
Ноел Томас Дејвид Галагер рођен је у Манчестеру 29. маја 1967. године, као син ирских католика Пеги и Томаса Галагера. Осим Лијама, има и старијег брата по имену Пол. Као најстарије дете, Пол је добио своју спаваћу собу док је Ноел морао да дели своју спаваћу собу са Лиамом.
Лијам га је описао као "чудака у породици", био је познат као сањар и усамљеник који је често био повучен због свог несрећног детињства. И њега и Пола је њихов отац, који је био алкохоличар, редовно тукао. У документарцу Supersonic, Ноел је шалио да је његов отац „пребио таленат у њега“ и да никада није признао или разговарао о злостављању са доктором менталног здравља или у терапијском окружењу. И Пол и Ноел су се борили са муцањем које се погоршавало очевим злостављањем и решавано је недељним сеансама током четири године логопедске терапије.
Године 1982. Пеги је напустила Томаса, узевши своја три сина са собом и наставивши да их одгаја сама као самохрана мајка.
Као тинејџери, браћа Галагер су редовно упадали у невоље са полицијом. Избачен је из школе са 15 година јер је наводно бацио "бомбу од брашна" на учитељицу, иако је од тада тврдио да он то није урадио и да је био присутан само у учионици када се то догодило. Дружио се са хулиганским екипама Манчестер Ситија  и добио је шест месеци условне казне у доби од 14 година због пљачке радње на углу. Током периода пробног рада, почео је да учи да свира гитару, поклон од своје мајке. Пуштао је своје омиљене песме са радија, а посебно је био инспирисан дебијем Смитса на Top of the Pops 1983. године, који су изводили њихов сингл „This Charming Man“. Касније је рекао да је од тог дана "желео да буде Џони Мар".
Као тинејџери, браћа Галагер су одржавали ограничен контакт са својим оцем и радили су послове у грађевинарству. Међутим, однос између оца и синова и даље је био буран. Након што је напустио очеву грађевинску компанију, запослио се у другој грађевинској фирми. Он је задобио повреду када му је тешки део из челичне гасне цеви пала на десну ногу. Након периода опоравка, понуђена му је мање физички захтевна улога у складишту компаније, што му је ослободило времена да вежба гитару и пише песме. Тврдио је да је написао најмање три песме за Definitely Maybe у овом складишту. Већи део касних 1980-их је Галагер је био незапослен и живео је у кревету, а време проводи узимајући рекреативне дроге, пишући песме и свирајући гитару.
У мају 1988. године Галагер је упознао гитаристу Грејема Ламберта током наступа Стоун Роузес. Када је чуо да певач Стив Холт напушта бенд, прошао је аудицију за новог вокала. Био је неуспешан, али је постао део екипе бенда наредне две године.

## Каријера

### Оасис
Године 1991. Галагер се вратио са америчке турнеје и открио да је његов брат Лиам постао певач у локалном бенду под називом Тhe Rain. Након што је одбио понуду од Лијама да буде менаџер бенда, Галагер је пристао да се придружи бенду, под условом да преузме креативну контролу над групом и постане њен једини текстописац. Његова контрола над бендом у раним годинама донела му је надимак "The Chief".
У мају 1993. бенд је чуо да ће извршни директор издавачке куће Creation Records тражити таленте у Глазгову. Бенд је на крају обезбедио уводно место и одсвирао сет од четири песме који је импресионирао оснивача поменутог директора.

Позвао је Оасис да се састане са њим недељу дана касније у Лондону, након чега су потписали уговор са шест албума.
Деби албум бенда Definitely Maybe објављен је 28. августа 1994. године и постао је најбрже продавани британски деби албум свих времена. Критичари су навели утицаје Битлса и Секс Пистолса. Лијамов став је привукао пажњу британске таблоидне штампе, која је често објављивала приче о његовој наводној употреби дрога и понашању.  У одбројавању „100 најбољих албума“ Канала 4 2005. године, албум је био на 6. месту.  Године 2006. НМЕ је албум поставио на 3. место на листи највећих британских албума икада.  У књизи британских хит синглова и албума из 2006. године, албум је проглашен за најбољи албум свих времена, а одмах након њих уследили су Битлси. Кју га је 2006. поставио на 5. место на својој листи најбољих албума свих времена, а НМЕ га је исте године поздравио као највећи албум свих времена.
Други албум бенда (What's the Story) Morning Glory? био је још успешнији, поставши трећи најпродаванији албум у британској историји.  Ролинг Стоун је 2010. године прокоментарисао да је „албум тријумф, пун бластера, браваде и изненађујуће нежности“ и да је „крунисао право златно доба за бритпоп“. Часопис је албум сврстао на 378. место на својој листи „500 најбољих албума свих времена“ за 2012. годину. Трајна популарност албума у Великој Британији се одразила када је освојио БРИТ-ову награду, најуспешнији албум 30 година на БРИТ церемонији 2010. године. Награду је доделила публика која је одлучила о победнику за најбољи албум у историји БРИТ награда. Албум је такође уврштен у књигу 1001 албум који морате чути пре него што умрете.
Првобитно, Ноел је желео да преузме водеће вокале на "Wonderwall", али је Лијам инсистирао да је отпева. Као компензацију, Ноел је одлучио да пева главне вокале у песми "Don't Look Back in Anger". Почео је да сарађује са бендовима Chemical Brothers, Ian Brown, Тhe Stands, Тhe Prodigy и Weller, између осталих. Галагер је постао толико утицајан да је чланак НМЕ-а из јуна 1996. године тврдио да „Ако Ноел Галагер, најуспешнији текстописац своје генерације, буде "шеф" или вођа групе, тада је наведеној групи загарантовано више мејнстрим похвала и, сасвим могуће, већа продаја. А пошто је Ноел преузео само пет или шест група, онда је то моћна завера коју промовише.“  Док је албум био рекордер, продавши  813.000 примерака за седам дана, Галагер је критиковао популарност албума, рекавши: „Само зато што продајете много плоча, то не значи да кажете да сте добри. Погледајте Фила Колинса.“ 
Оасисов жељно очекивани трећи албум, Be Here Now, објављен је 21. августа 1997. године и поставио је нови рекорд као најбрже продавани албум у историји УК. Албум је Ноел осудио у каснијим годинама, али га је Лијам бранио. Дугогодишњи продуцент бенда Овен Морис рекао је да су снимања била праћена свађама и злоупотребом дроге и да је једина мотивација бенда била комерцијална. Од 2008. године албум је продат у осам милиона примерака широм света. Био је то најпродаванији албум 1997. у Великој Британији, са 1,47 милион продатих јединица.
Галагер је током овог периода почео да има нападе панике изазване дрогом. Његова депресија и параноја инспирисали су песму „Gas Panic!"“, која је касније укључена на албум из 2000. Standing on the Shoulder of Giants. Тврдио је да је престао да користи забрањене дроге 5. јуна 1998. године. Галагер је 2001. изјавио: „Волео сам дрогу, био сам добар у њима. Али имао сам нападе панике око годину дана и престао сам јер сам то желео. Након што донесете одлуку, то је прилично лако." О периоду између 1993. и 1998. Галагер тврди: „Једва да се сетим нечега“.
Следећи албум Оасис, Heathen Chemistry, објављен је 2002. године.
Године 2008. изашао је последњи албум бенда Dig Out Your Soul, отишао право на 1. место на УК листи албума и достигао 5. место на 200 Билборд листи САД. Многи критичари су похвалили овај албум као један од најкомплетнијих и најбољих албума бенда. Дана 28. августа 2009. Галагер је напустио Оасис након свађе са својим братом Лиамом.
Успех Оасис-а и његова новостечена слава и богатство Галагер није изгубио, а и он и његов брат постали су познати по свом „рокенрол животном стилу“. Много су пили, злоупотребљавали дрогу, свађали се са фановима, критичарима, вршњацима и једни с другима, и стекли славне пријатеље. Ноел Галагер је трошио екстравагантно, купујући разне аутомобиле и базен, упркос чињеници да не уме ни да вози  ни да плива..

### Соло каријера и High Flying Birds
Галагерови први концерти без Оасис-а најављени су 1. фебруара 2010. године. Свирао је углавном акустични сет и свирао је разне нумере са албума Оасиса. Галагер се такође придружио пријатељу Полу Велеру на сцени у Лондону 21. априла 2010. године.
Галагер је потврдио да ће се вратити у студио у августу 2010. како би снимио бубњеве за неименованог извођача, за кога је касније потврђено да је Пол Велер.
Noel Gallagher's High Flying Birds објавили су истоимени албум 17. октобра 2011.
Дана 9. септембра 2017, Галагер је заједно са својим бендом служио као главни извођач "We Are Manchester", добротворног концерта поводом поновног отварања Манчестер Арене (после терористичког напада у мају).
У августу 2019. године, Галагер је био на турнеји по Сједињеним Државама са The Smashing Pumpkins.
Галагер је 29. априла 2021. најавио издавање првог албума највећих хитова бенда, под називом Back the Way We Came: Vol. 1 (2011–2021). Објављен је 11. јуна 2021. Седам дана након објављивања, Back the Way We Came постао је Галагеров 12. албум #1 у Великој Британији.
У марту 2015, Галагер је открио да размишља о повлачењу од наступа уживо у наредних 10 година. Он је изјавио: „Није забавно бити шест недеља у аутобусу у Америци. Добро је кад си млад, али ја имам скоро 50.“ 
Од 8. до 22. августа 2021. године Галагер је водио „"The Radio X Residency“ са својим дугогодишњим пријатељем Метом Морганом сваке недеље од 19:00 до 21:00 на Радију Икс.

## Лични живот

### Односи
Галагер се верио за своју девојку Дајан са 18 година, али се никада нису венчали и на крају су се раздвојили. Године 1988. иселио се из породичне куће да живи са Луиз Џонс, коју је описао као своју „сродну душу“, али су се раздвојили у јуну 1994, а Галагер је изјавио: „Мислим да то никада нећу преболети“.
У јуну 1997. Галагер се оженио Мег Метјуз у Лас Вегасу. Метјуз је родила ћерку Анаис Галагер 27. јануара 2000. године Галагер и Метјуз су се развели у јануару 2001. због његове прељубе са шкотском публицисткињом Саром Макдоналд, коју је упознао у ноћном клубу Спејс на Ибици.
Сара и Ноел имају два сина: Донована Рорија Макдоналда Галагера (рођен 22. септембра 2007)  и Сонија Патрика Макдоналда Галагера (рођеног 1. октобра 2010). Тренутно живе у Хемпширу.
Године 1998. Галагер се појавио као камео у епизоди Водича за младе људе како постати рок звезда.
2001. године је пријављено да Галагер има процењено лично богатство од 25 милиона фунти.
Галагера је наводно замолио Сајмон Кауел да буде судија на Икс Фактору након што су Дени Миног, Шерил Кол и сам Кауел одбили да учествују у серији 8, али је он одбио.
Године 2012, Галагер је био међу британским културним иконама које је одабрао Сир Питер Блејк да се појави у новој верзији његовог најпознатијег уметничког дела Битлсовог омота албума Sgt. Pepper's Lonely Hearts Club Band у част британских културних личности свог живота.

## Писање песама и музицирање
Галагер је био главни текстописац у Оасис-у и једини сарадник у писању песама на прва три албума групе.
Упоређујући себе са другим гитаристима, Галагер је изјавио: „Једва да свирам као Питер Грин, а камоли Џеф Бек“. Иако је природно леворук, Галагер свира гитару дешњак, што је, како тврди, једина ствар коју може да уради својом недоминантном руком.
Изјавио је да је дислексичан, што успорава процес његовог писања песама и да не зна ни да чита ни пише нотне записе.

## Контроверзе
Галагер је познат по својим контроверзним и отвореним изјавама у штампи; он се бранио говорећи: „Људи мисле да сам контроверзан због одговора које дајем на глупа питања у интервјуима, али... Не размишљам о вређању људи; Кажем оно што искрено осећам да ми је у срцу. Моја савест је чиста, знаш на шта мислим? Знаш, ја сам веран себи — јеби све остале.“ 

### Однос са Лијамом
Браћа Галагер имају буран однос, а једна од њихових свађа је чак објављена на синглу "Wibbling Rivalry" из 1995. године. Иако се њихов однос стабилизовао у каснијим годинама, било је неколико инцидената током ране каријере бенда у којима су њих двоје физички напали једно друго. На концерту у Лос Анђелесу током њихове прве америчке турнеје 1994. године, Лијам је променио речи песама тако да су биле увредљиве и за Американце и за Ноела. Свађа после емисије која је довела до бацања столице и избијања туче довела је до тога да Ноел напусти турнеју и крене у Лас Вегас.
Док су били на турнеји у Барселони 2000. године, Оасис су били приморани да откажу, а бенд је уместо тога провео вече пијући. Лиам је дао грубу примедбу о Галагеровој тадашњој жени Мег Метјуз и покушао да доведе у сумњу легитимност ћерке Анаис, због чега га је Ноел ударио главом.
Лијам је једном приликом изјавио да није много причао са Ноелом и да „у ствари немају однос“. Током последње турнеје, једини пут када су директно разговарали било је када су били на сцени. Ноел је касније открио да док су били у Оасису, њих двоје "никада нису дружили заједно ван бенда".
Однос између два брата поново је постао затегнут током 2009. године, што је на крају довело до отказивања концерта Оасиса који је заказан за 28. август у Паризу због „свађе унутар групе“. Касније те вечери, Галагер је потврдио да је напустио Оасис јер "једноставно није могао да настави да ради са Лијамом ни дан дуже". Он је 29. августа даље проширио свој блог: „Ниво вербалног и насилног застрашивања према мени, мојој породици, пријатељима и друговима постао је неподношљив. А недостатак подршке и разумевања од стране мог руководства и колега из бенда није ми оставио никакву другу опцију осим да се огрнем и потражим нове пашњаке.“ 
Након њиховог извођења "Wonderwall" на церемонији затварања Олимпијских игара у Лондону, коју је Ноел Галагер првобитно одбио, назвао је Лијамов бенд Beady Eye најбољим Оасис трибјут бендом".
У децембру 2017. године, током интервјуа за један аустралијски лист, Лијам је тврдио да су он и Ноел прогласили „примирје“. Међутим, у фебруару 2018. године Лијам је открио да до примирја није дошло и да му је само „у глави” после „пар пића”.

### Џеј-3и
Галагер је наводно критиковао организаторе Гластонбери фестивала 2008. године због тога што су америчког хип-хоп уметника Џеј-Зија најавили као хедлајнера традиционалног фестивала фокусираног на рок музику.
Џеј-Зи је отворио свој Гластонбери сет обрадом песме Оасис "Wonderwall".

### Фил Колинс
Галагер је често критиковао Фила Колинса, говорећи да је његова музика бљутава и супротна од онога за шта се залаже. Такође је Колинса назвао „антихристом“. Колинс је узвратио рекавши да Галагер „воли да ме омаловажава“. У својој аутобиографији из 2016, Још увек није мртав, Колинс се присетио сусрета са Галагером 1996. у бару у Мустику. Галагер је одбио Колинсов захтев да се дружи са њим.

## Соло дискографија

### Студијски албуми
| Наслов                             | Година |
| ---------------------------------- | ------ |
| Noel Gallagher's High Flying Birds | 2011   |
| Chasing Yesterday                  | 2015   |
| Who Built the Moon?                | 2017   |

### Као музичар сарадник
- 1995: Stanley Road, Paul Weller
- 1998: Saturnz Return, Goldie
- 2000: Tailgunner, Tailgunner,
- 2001: The Same Old Blues, Proud Mary
- 2002: Illumination, Paul Weller
- 2003: Polaris, North Mississippi Allstars [86][87]
- 2003: Live at the Royal Albert Hall, the Who
- 2004: Always Outnumbered, Never Outgunned, Prodigy
- 2004: All Years Leaving, the Stands
- 2008: 22 Dreams, Paul Weller
- 2011: Colour of the Trap, Miles Kane [88]
- 2015: A Head Full Of Dreams, Coldplay
- 2017: "We Got the Power", Gorillaz
- 2018: True Meanings, Paul Weller
- 2020: Walls, Louis Tomlinson
- 2020: Where's my family gone?, Andrew Cushin [89]